# Os 25 Anos do Teatro da Cornucópia
Os 25 Anos do Teatro da Cornucópia (portugiesisch für: Die 25 Jahre des Theaters Cornucópia) ist ein Dokumentarfilm des portugiesischen Regisseurs José Álvaro Morais ursprünglich aus dem Jahr 1999. Im Jahr 2001 erschien er unter dem Titel Teatro da Cornucópia, a Louca Jornada (portugiesisch für: Theater Cornucópia, der tolle Tag), seither meist kürzer A Louca Jornada. 2013 wurde er erneut aufgeführt und kam nun auch kurz ins reguläre Kino.

## Handlung und Produktion
Zum 25. Jahrestag der Gründung der wegweisenden Theaterkompanie wollte der Regisseur Morais, ein erklärter Bewunderer der Arbeit des Teatro da Cornucópia, dessen bisherigen Werdegang nachzeichnen. Neben Gesprächen mit beiden Theaterleitern Cristina Reis und Luís Miguel Cintra beobachtete Morais vor allem die verschiedenen Vorbereitungen und Proben zum anstehenden neuen Stück, O Casamento de Fígaro („Der tolle Tag oder Figaros Hochzeit“, von Beaumarchais).
Morais erreichte außer einer ersten Unterstützung durch die öffentliche Filmförderanstalt ICAM (heute ICA) keine weiteren Mittel des ICAM oder anderer Finanzierungspartner, so dass ihm die Fertigstellung einer umfassenderen Dokumentation, wie er sie geplant hatte, nicht möglich wurde. Enttäuscht über das wenig umfassende Ergebnis, zeichnete Morais zunächst nicht für den Film verantwortlich. Bei der offiziellen Veröffentlichung des Films 2001, dann bereits unter dem Titel Teatro da Cornucópia, a Louca Jornada, ließ er sich schließlich widerwillig als Regisseur verzeichnen.
Ohne eine größere offizielle Premiere 2001, wurde der Film einem größeren Publikum erst im Rahmen einer Filmreihe anlässlich des Programms zum 40. Jubiläum im Teatro da Cornucópia am 5. Oktober 2013 gezeigt, in einer neuen 48-minütigen Schnittfassung und fast neun Jahre nach dem Tod des Regisseurs. Am Teatro da Cornucópia befand man den Film für sehenswert, insbesondere wegen seines genauen Blicks.
Der Film in seiner aktuellen Fassung wurde danach auch regulär im Kino gezeigt, am 31. Oktober 2013 im Kino der Cinemateca Portuguesa. Zudem ist er gelegentlich bei kostenpflichtigen Streamingdiensten abrufbar, etwa bei Mubi.